# Gamo (azienda)
Gamo Outdoor S.L.U., o semplicemente Gamo è una fabbrica spagnola di armi ad aria compressa fondata nel 1959, con sede a Barcellona. È il più grande produttore di armi ad aria compressa in Europa e il più grande produttore di pallini al mondo.
Oggi, i prodotti Gamo includono carabine, pistole, munizioni e ottiche. Producono principalmente fucili ad aria compressa destinati al mercato di massa.

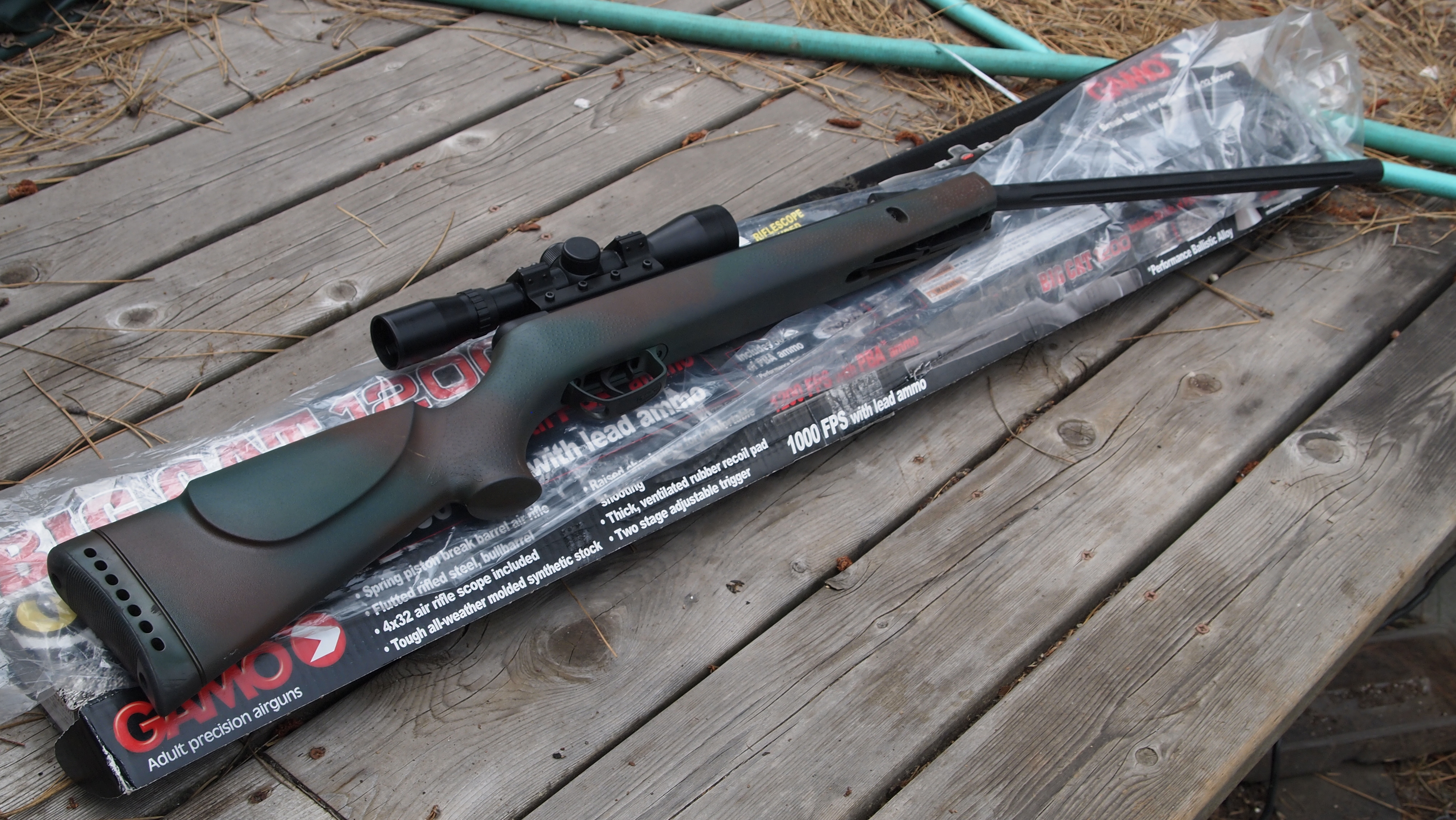
Carabina Gamo Big Cat 1200, abierta para cargarse

## Attività
La produzione di armi è iniziata nel 1961 e continua oggi con una linea piuttosto diversificata di prodotti. Vengono fabbricate sia armi di elevata potenza (per le quali in Italia si richiede una autorizzazione all'acquisto), sia armi depotenziate capaci di energia alla volata non superiore ai 7,5 joule che, secondo la legge 526 del 1999, e l'art. 9, comma 3, del D.M. 9 agosto 2001 nr. 362, sono di libera vendita ai maggiorenni e per le quali non è necessaria la successiva denuncia di possesso.

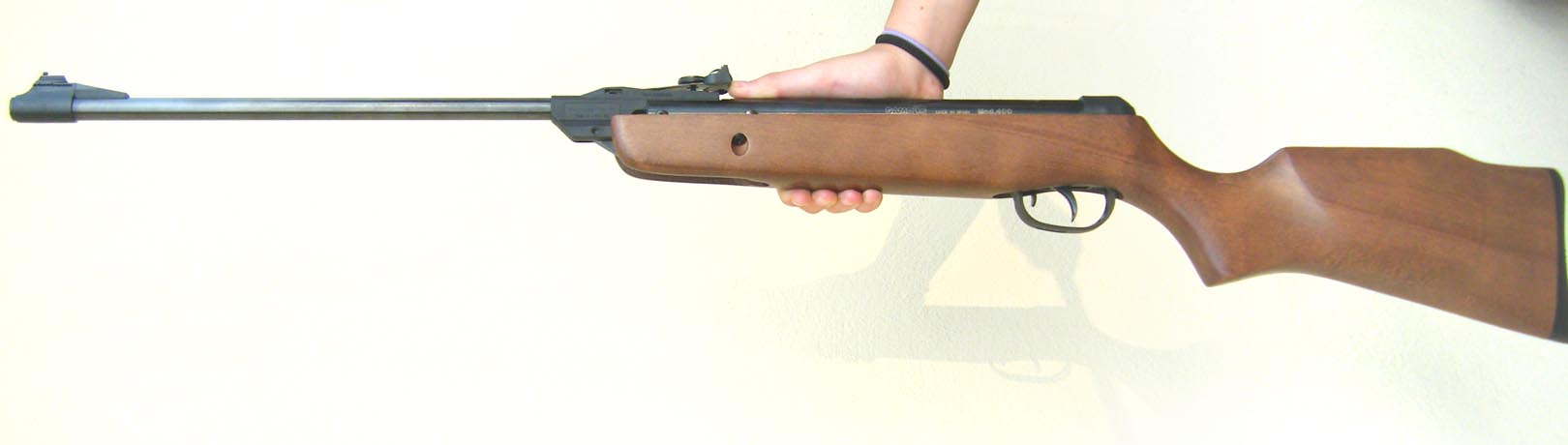
Carabina Gamo ad aria compressa. La potenza è inferiore ai 7,5 Joule.

La Gamo è attualmente, insieme a Weihrauch e Diana, una delle maggiori produttrici di armi di questo tipo che vengono esportate in tutta l'Europa, soprattutto grazie alla loro tipologia di commercio, che è di tipo aggressivo.

## Tipologie di prodotti
La Casa produce sia armi lunghe (carabine) a colpo singolo o a più colpi, sia corte (pistole e rivoltelle) anch'esse a colpo singolo o a ripetizione, generalmente dotate di mire di precisione. Nel caso delle armi corte si tratta sempre di armi ad aria precompressa e queste possono essere sia del tipo a precompressione manuale sia del tipo usante bombolette di anidride carbonica. Vengono prodotti anche i relativi proiettili e mire ottiche di precisione.